# Geomyersia coggeri
Geomyersia coggeri är en ödleart som beskrevs av  Allen E. Greer 1982. Geomyersia coggeri ingår i släktet Geomyersia och familjen skinkar. IUCN kategoriserar arten globalt som sårbar. Inga underarter finns listade i Catalogue of Life.